# Animation Kobe
El Animation Kobe (アニメーション神戸?) es un evento que se realiza en la ciudad de Kōbe, en Japón, para promover el anime y el manga. Durante el evento, se entrega un premio anual denominado Animation Kobe Awards (アニメーション神戸賞?) a los creadores y sus respectivos trabajos.

## Evento
Desde el año 1996, el Animation Kobe hace su presentación en Kōbe. Éste es un listado de los lugares de celebración del evento.
| N.º | Fecha                    | Lugar                                                 |
| --- | ------------------------ | ----------------------------------------------------- |
| 1   | 8 de diciembre de 1996   | Kobe Fashion Mart                                     |
| 2   | 24 de noviembre de 1997  | Hotel Portopia Kobe                                   |
| 3   | 22 de noviembre de 1998  | Kobe International Conference Center, Salón Principal |
| 4   | 13 de noviembre de 1999  | Kobe International Conference Center, Salón Principal |
| 5   | 12 de noviembre de 2000  | Kobe International Conference Center, Salón Principal |
| 6   | 16 de septiembre de 2001 | Kobe International Conference Center, Salón Principal |
| 7   | 10 de noviembre de 2002  | Kobe International Conference Center, Salón Principal |
| 8   | 9 de diciembre de 2003   | Salón de Comercio e Industria de Kobe                 |
| 9   | 14 de noviembre de 2004  | Xebec Hall                                            |
| 10  | 2 de octubre de 2005     | Kobe International Conference Center, Salón Principal |
| 11  | 19 de noviembre de 2006  | Xebec Hall                                            |
| 12  | 4 de noviembre de 2007   | Nishiyama Kinen-kaikan                                |
| 13  | 2 de noviembre de 2008   | Kobe International Conference Center, Salón Principal |
| 14  | 18 de octubre de 2009    | Kobe International Conference Center, Salón Principal |
| 15  | 28 de noviembre de 2010  | Kobe International Conference Center, Salón Principal |

### Miembros principales
Jefe del comité
- Yasuki Hamano - 1996–2005
- Akira Kamiya - 2006–

Jefe de examen
El examen la realizan generalmente los redactores jefe de las revistas más importantes de anime y manga, como Newtype, Animedia y Animage. Normalmente, un empleado de la Ciudad de Kobe también participa.  El jefe es elegido mediante votación entre todos los participantes.
- Nobuo Oda - 1998: redactor jefe de Animedia
- Susumu Asaka - 1999: redactor jefe de CD-ROM Fan
- Toshihiro Fukuoka - 2000: redactor jefe de Weekly Ascii
- Masahito Arinaga - 2001: redactor jefe de una nueva revista de MediaWorks
- Akitaro Daichi - 2002–2003: director de animación
- Kenji Yano - 2004: redactor jefe de Newtype
- Yasushi Nakaji - 2006: redactor jefe de Animedia
- Toshihiro Fukuoka - 2007: redactor jefe de Weekly Ascii
- Isao Fujioka - 2008: presidente de MdN Corporation

## Ganadores
La mayoría de los ganadores son elegidos por el comité. Solo el premio al mejor tema musical es elegido por los fans. Sin embargo, la decisión final es del comité igualmente.

### Premio individual
| N.º | Año  | Ganadores         | Mejor trabajo del año                                      |
| --- | ---- | ----------------- | ---------------------------------------------------------- |
| 1   | 1996 | Hideaki Anno      | Director (Neon Genesis Evangelion)                         |
| 2   | 1997 | Hayao Miyazaki    | Director (La princesa Mononoke)                            |
| 3   | 1998 | Shinichi Watanabe | Director (Hare Tokidoki Buta)*                             |
| 4   | 1999 | Akitaro Daichi    | Director (Ojaru Maru, Jubei-chan)                          |
| 5   | 2000 | Hiroyuki Okiura   | Director (Jin-Roh)*                                        |
| 6   | 2001 | Hiroyuki Kitakubo | Director (Blood: The Last Vampire)                         |
| 7   | 2002 | Keiichi Hara      | Director (Crayon Shin-chan)                                |
| 8   | 2003 | Yōsuke Kuroda     | Guionista (Ground Defense Force! Mao-chan, Onegai Twins)   |
| 9   | 2004 | Kenji Kamiyama    | Director (Ghost in the Shell: Stand Alone Complex 2nd GIG) |
| 10  | 2005 | Kenichi Yoshida   | Animador (Por el diseño de personajes de Eureka Seven)     |
| 11  | 2006 | Hiroshi Nagahama  | Director (Mushishi)*                                       |
| 12  | 2007 | Hiroyuki Imaishi  | Director (Tengen Toppa Gurren Lagann)                      |
| 13  | 2008 | Mitsuo Iso        | Director (Dennō Coil)*                                     |
| 14  | 2009 | Kunio Katō        | Director (La Maison en Petits Cubes)*                      |
| 15  | 2010 | Mamoru Hosoda     | Director (Summer Wars)                                     |

- *Watanabe, Okiura y Nagahama fueron premiados por su primera película.

### Premio a la mejor película
| N.º | Año  | Título                                                        | Estudio                        |
| --- | ---- | ------------------------------------------------------------- | ------------------------------ |
| 1   | 1996 | Ghost in the Shell                                            | Production I.G                 |
| 2   | 1997 | La princesa Mononoke                                          | Studio Ghibli                  |
| 3   | 1998 | Pokémon The First Movie: Mewtwo Strikes Back                  | Oriental Light and Magic       |
| 4   | 1999 | Cardcaptor Sakura: la película                                | Madhouse                       |
| 5   | 2000 | Cardcaptor Sakura: la película 2, la carta sellada            | Madhouse                       |
| 6   | 2001 | El viaje de Chihiro                                           | Studio Ghibli                  |
| 7   | 2002 | Neko no Ongaeshi                                              | Studio Ghibli                  |
| 8   | 2003 | Millennium Actress                                            | Madhouse                       |
| 9   | 2004 | Ghost in the Shell 2: Innocence                               | Production I.G                 |
| 10  | 2005 | Mobile Suit Zeta Gundam A New Translation: Heirs to the Stars | Sunrise                        |
| 11  | 2006 | Toki o Kakeru Shōjo                                           | Madhouse                       |
| 12  | 2007 | Paprika                                                       | Madhouse                       |
| 13  | 2008 | Evangelion: 1.0 You Are (Not) Alone                           | khara inc., KlockWorx y Gainax |
| 14  | 2009 | WALL·E                                                        | Pixar                          |
| 15  | 2010 | Suzumiya Haruhi no Shōshitsu                                  | Kyoto Animation                |

### Premio a la mejor serie
| N.º | Año  | Título                              | Estudio                     | Director            | Guionista         |
| --- | ---- | ----------------------------------- | --------------------------- | ------------------- | ----------------- |
| 1   | 1996 | Neon Genesis Evangelion             | Gainax Tatsunoko Production | Hideaki Anno        | Hideaki Anno      |
| 2   | 1997 | Revolutionary Girl Utena            | J.C.Staff                   | Kunihiko Ikuhara    | Yōji Enokido      |
| 3   | 1998 | Cowboy Bebop                        | Sunrise                     | Shinichirō Watanabe | Keiko Nobumoto    |
| 4   | 1999 | Turn A Gundam                       | Sunrise                     | Yoshiyuki Tomino    | Yoshiyuki Tomino  |
| 5   | 2000 | Infinite Ryvius                     | Sunrise                     | Gorō Taniguchi      | Yōsuke Kuroda     |
| 6   | 2001 | Angelic Layer                       | Bones                       | Hiroshi Nishikiori  | Ichirō Ōkouchi    |
| 7   | 2002 | RahXephon                           | Bones                       | Yutaka Izubuchi     | Chiaki J. Konaka  |
| 8   | 2003 | Mobile Suit Gundam SEED             | Sunrise                     | Mitsuo Fukuda       | Yoshiyuki Tomino  |
| 9   | 2004 | Fullmetal Alchemist                 | Bones                       | Seiji Mizushima     | Shō Aikawa        |
| 10  | 2005 | Gankutsuou                          | GONZO                       | Mahiro Maeda        | Natsuko Takahashi |
| 11  | 2006 | Suzumiya Haruhi no Yūutsu           | Kyoto Animation             | Tatsuya Ishihara    | Yutaka Yamamoto   |
| 12  | 2007 | Code Geass - Hangyaku no Lelouch    | Sunrise                     | Gorō Taniguchi      | Ichirō Ōkouchi    |
| 13  | 2008 | Code Geass - Hangyaku no Lelouch R2 | Sunrise                     | Gorō Taniguchi      | Ichirō Ōkouchi    |
| 14  | 2009 | Higashi no Eden                     | Production I.G              | Kenji Kamiyama      | Kenji Kamiyama    |
| 15  | 2010 | K-ON!!                              | Kyoto Animation             | Naoko Yamada        | Reiko Yoshida     |
| 16  | 2011 | Puella Magi Madoka Magica           | Shaft                       | Akiyuki Shinbo      | Gen Urobuchi      |

### Premio al mejor video
| N.º | Año  | Título                                                      | Desarrollador / Estudio | Tipo               |
| --- | ---- | ----------------------------------------------------------- | ----------------------- | ------------------ |
| 1   | 1996 | Key the Metal Idol                                          | Studio Pierrot          | OVA                |
| 2   | 1997 | Gundam Wing: Endless Waltz                                  | Sunrise                 | OVA                |
| 3   | 1998 | Sakura Taisen 2 ~Kimi, Shinitamou koto Nakare~              | Sega                    | Videojuego (SS)    |
| 3   | 1998 | Sakura Taisen: Ouka Kenran                                  | RADIX                   | OVA                |
| 4   | 1999 | Blue Submarine No. 6                                        | GONZO                   | OVA                |
| 5   | 2000 | Shenmue                                                     | Sega-AM2                | Videojuego (AM2)   |
| 6   | 2001 | Gran Turismo 3: A-Spec                                      | Polyphony Digital       | Videojuego (PS2)   |
| 7   | 2002 | Hoshi no Koe                                                | Makoto Shinkai          | Anime hecho a mano |
| 8   | 2003 | Sentō Yōsei Yukikaze                                        | GONZO                   | OVA                |
| 9   | 2004 | Haré+Guu FINAL                                              | Bandai Visual           | OVA                |
| 10  | 2005 | Diebuster                                                   | Gainax                  | OVA                |
| 11  | 2006 | The Wings of Rean                                           | Sunrise                 | OVA                |
| 12  | 2007 | Ghost in the Shell: Stand Alone Complex Solid State Society | Production I.G          | OVA                |

### Premio Network Media
| N.º | Año        | Título                                             | Desarrollador / Estudio    | Tipo                           | Notas                                |
| --- | ---------- | -------------------------------------------------- | -------------------------- | ------------------------------ | ------------------------------------ |
| 1   | 1996       | Jungle Park                                        | DIGITALOGUE                |                                | Mejor Software Interactivo           |
| 2   | 1997       | Girlfriend of Steel                                | Gainax                     | Videojuego (Win95)             | Premio al Mejor Software Interactivo |
|     | 1998 -1999 | No premiado                                        | No premiado                | No premiado                    | No premiado                          |
| 5   | 2000       | Pokémon Gold y Silver                              | Nintendo                   | Videojuego (GBC)               |                                      |
| 6   | 2001       | Phantasy Star Online                               | Sega                       | MMORPG (DC)                    |                                      |
| 7   | 2002       | Final Fantasy XI                                   | Square                     | MMORPG (PS2, MS Windows)       |                                      |
| 8   | 2003       | Grand-Ma                                           |                            |                                |                                      |
| 9   | 2004       | Ski Jump pair                                      | Riichiro Mashima           | Animación digital hecha a mano |                                      |
| 10  | 2005       | Mayutoro The Toons                                 | XeNN STUDIOS               | Anime CG                       |                                      |
| 10  | 2005       | Yawaraka Sensha (Soft Tank)                        | RAREKO                     | Anime hecho con Flash          |                                      |
| 12  | 2007       | Second Life                                        | Linden Research, Inc.      | Mundo virtual en Internet      |                                      |
| 13  | 2008       | Miku Hatsune                                       | Crypton Future Media       | Personaje de Vocaloid          |                                      |
| 14  | 2009       | Suzumiya Haruhi-chan no Yūutsu, Nyorōn Churuya-san | Kyoto Animation            | ONA                            |                                      |
| 15  | 2010       | Miku no Nichi Kanshasai 39's Giving Day            | Sega, Crypton Future Media |                                |                                      |

### Premio especial
Premio, individual o en grupo, otorgado a aquellos que han contribuido al anime japonés durante mucho tiempo.
En el primer año, el premio le fue concedido a Fujiko F. Fujio, que había fallecido dos meses antes del evento.
| N.º | Año  | Ganador                                                                   | Notas                                                                                              |
| --- | ---- | ------------------------------------------------------------------------- | -------------------------------------------------------------------------------------------------- |
| 1   | 1996 | Fujiko F. Fujio                                                           | Yomiuri Award. Mangaka: El creador de Doraemon                                                     |
| 2   | 1997 | Masako Nozawa                                                             | Seiyū                                                                                              |
| 3   | 1998 | Yasuo Ōtsuka                                                              | Animador                                                                                           |
| 4   | 1999 | Takao Koyama                                                              | Guionista                                                                                          |
| 5   | 2000 | Shigeharu Shiba                                                           | Director de audio                                                                                  |
| 6   | 2001 | Kunio Okawara                                                             | Diseñador mecánico                                                                                 |
| 7   | 2002 | Masao Maruyama                                                            | Productor (Madhouse)                                                                               |
| 8   | 2003 | Leiji Matsumoto                                                           | Mangaka                                                                                            |
| 9   | 2004 | Shigeru Watanabe                                                          | Productor (Bandai Visual)                                                                          |
| 10  | 2005 | Ippei Kuri (Toyotaharu Yoshida)                                           | Uno de los fundadores de Tatsunoko Production. Premiado por sus actividades como productor general |
| 11  | 2006 | Group TAC                                                                 | Estudio                                                                                            |
| 11  | 2006 | Nobuyo Ōyama Noriko Ohara Michiko Nomura Kazuya Tatekabe Kaneta Kimotsuki | Seiyūs: papeles de Doraemon (1979–2005)                                                            |
| 12  | 2007 | Isao Takahata                                                             | Director (Studio Ghibli)                                                                           |
| 13  | 2008 | Masaki Tsuji                                                              | Guionista                                                                                          |
| 14  | 2009 | Shun-ichi Yukimuro                                                        | Escritor                                                                                           |
| 15  | 2010 | Studio Biho                                                               | Estudio (Arte de fondo en animes)                                                                  |

### Premio al mejor tema musical
| N.º | Año  | Premio              | Título                        | Canción de                | Cantante                                                 | Notas                                    |
| N.º | Año  | Premio              | Título                        | Canción de                | Compositor                                               | Notas                                    |
| --- | ---- | ------------------- | ----------------------------- | ------------------------- | -------------------------------------------------------- | ---------------------------------------- |
| 1   | 1996 | Mejor Tema Musical  | Yuzurenai Negai               | Magic Knight Rayearth     | Naomi Tamura                                             |                                          |
| 1   | 1996 | Mejor Tema Musical  | Yuzurenai Negai               | Magic Knight Rayearth     | Naomi Tamura                                             |                                          |
| 2   | 1997 | Mejor Compositor    | Shiro Sagisu                  | Shiro Sagisu              | Shiro Sagisu                                             |                                          |
|     | 1998 | No premiado         | No premiado                   | No premiado               | No premiado                                              | No premiado                              |
| 4   | 1999 | Premio AM Kobe      | Ojamajo CARNIVAL!             | Ojamajo Doremi            | Mahōdō                                                   | voto: Primero, con 288 de 8.545 votos    |
| 4   | 1999 | Premio AM Kobe      | Ojamajo CARNIVAL!             | Ojamajo Doremi            | Takeshi Ike                                              | voto: Primero, con 288 de 8.545 votos    |
| 5   | 2000 | Premio AM Kobe      | We Are!                       | One Piece (Primer OP)     | Hiroshi Kitadani                                         | voto: Primero, con 875 de 13.988 votos   |
| 5   | 2000 | Premio AM Kobe      | We Are!                       | One Piece (Primer OP)     | Tanaka Kouhei                                            | voto: Primero, con 875 de 13.988 votos   |
| 6   | 2001 | Premio AM Kobe      | W-Infinity                    | Gear Fighter Dendoh       | Hitomi Mieno con Hironobu Kageyama                       | voto: Primero, con 1.182 de 10.298 votos |
| 6   | 2001 | Premio AM Kobe      | W-Infinity                    | Gear Fighter Dendoh       | Little Voice                                             | voto: Primero, con 1.182 de 10.298 votos |
| 7   | 2002 | Premio AM Kobe      | For Fruits Basket             | Fruits Basket             | Ritsuko Okazaki                                          | voto: Primero, con 1.155 de 10.054 votos |
| 7   | 2002 | Premio AM Kobe      | For Fruits Basket             | Fruits Basket             | Ritsuko Okazaki                                          | voto: Primero, con 1.155 de 10.054 votos |
| 8   | 2003 | Premio AM Kobe      | Asu e no brilliant road       | Uchū no Stellvia          | angela                                                   | voto: Primero, con 1.209 de 11.509 votos |
| 8   | 2003 | Premio AM Kobe      | Asu e no brilliant road       | Uchū no Stellvia          | atsuko                                                   | voto: Primero, con 1.209 de 11.509 votos |
| 9   | 2004 | Premio Radio Kansai | DANZEN! Futari wa Pretty Cure | Futari wa Pretty Cure     | Mayumi Gojo                                              | voto: Primero, con 1.276 de 8.254 votos  |
| 9   | 2004 | Premio Radio Kansai | DANZEN! Futari wa Pretty Cure | Futari wa Pretty Cure     | Yasuo Kosugi                                             | voto: Primero, con 1.276 de 8.254 votos  |
| 10  | 2005 | Premio Radio Kansai | Happy☆Material                | Mahō Sensei Negima!       | Mahora Gakuen Chyuutoubu 2-A                             | voto: Primero, con 753 de 9.920 votos    |
| 10  | 2005 | Premio Radio Kansai | Happy☆Material                | Mahō Sensei Negima!       | Shigenobu Ōkawa                                          | voto: Primero, con 753 de 9.920 votos    |
| 11  | 2006 | Premio Radio Kansai | Hare Hare Yukai               | Suzumiya Haruhi no Yūutsu | Aya Hirano, Minori Chihara y Yūko Gotō                   | voto: Primero, con 2.095 de 7.450 votos  |
| 11  | 2006 | Premio Radio Kansai | Hare Hare Yukai               | Suzumiya Haruhi no Yūutsu | Tomokazu Tashiro                                         | voto: Primero, con 2.095 de 7.450 votos  |
| 12  | 2007 | Premio Radio Kansai | Motteke! Sailor Fuku          | Lucky☆Star                | Aya Hirano, Emiri Katō, Kaori Fukuhara y Aya Endo        | -                                        |
| 12  | 2007 | Premio Radio Kansai | Motteke! Sailor Fuku          | Lucky☆Star                | Satoru Kōsaki                                            | -                                        |
| 13  | 2008 | Premio Radio Kansai | Triangler                     | Macross Frontier          | Maaya Sakamoto                                           | -                                        |
| 13  | 2008 | Premio Radio Kansai | Triangler                     | Macross Frontier          | Yoko Kanno                                               | -                                        |
| 14  | 2009 | Premio Radio Kansai | Don't say 'lazy'              | K-ON!                     | Aki Toyosaki, Yōko Hikasa, Satomi Satō y Minako Kotobuki | -                                        |
| 14  | 2009 | Premio Radio Kansai | Don't say 'lazy'              | K-ON!                     | Hiroyuki Maezawa y Shigeo Komori                         | -                                        |
| 15  | 2010 | Premio Radio Kansai | only my railgun               | To Aru Kagaku no Railgun  | FripSide                                                 | -                                        |
| 15  | 2010 | Premio Radio Kansai | only my railgun               | To Aru Kagaku no Railgun  | FripSide                                                 | -                                        |